# Allajbeg-Moschee

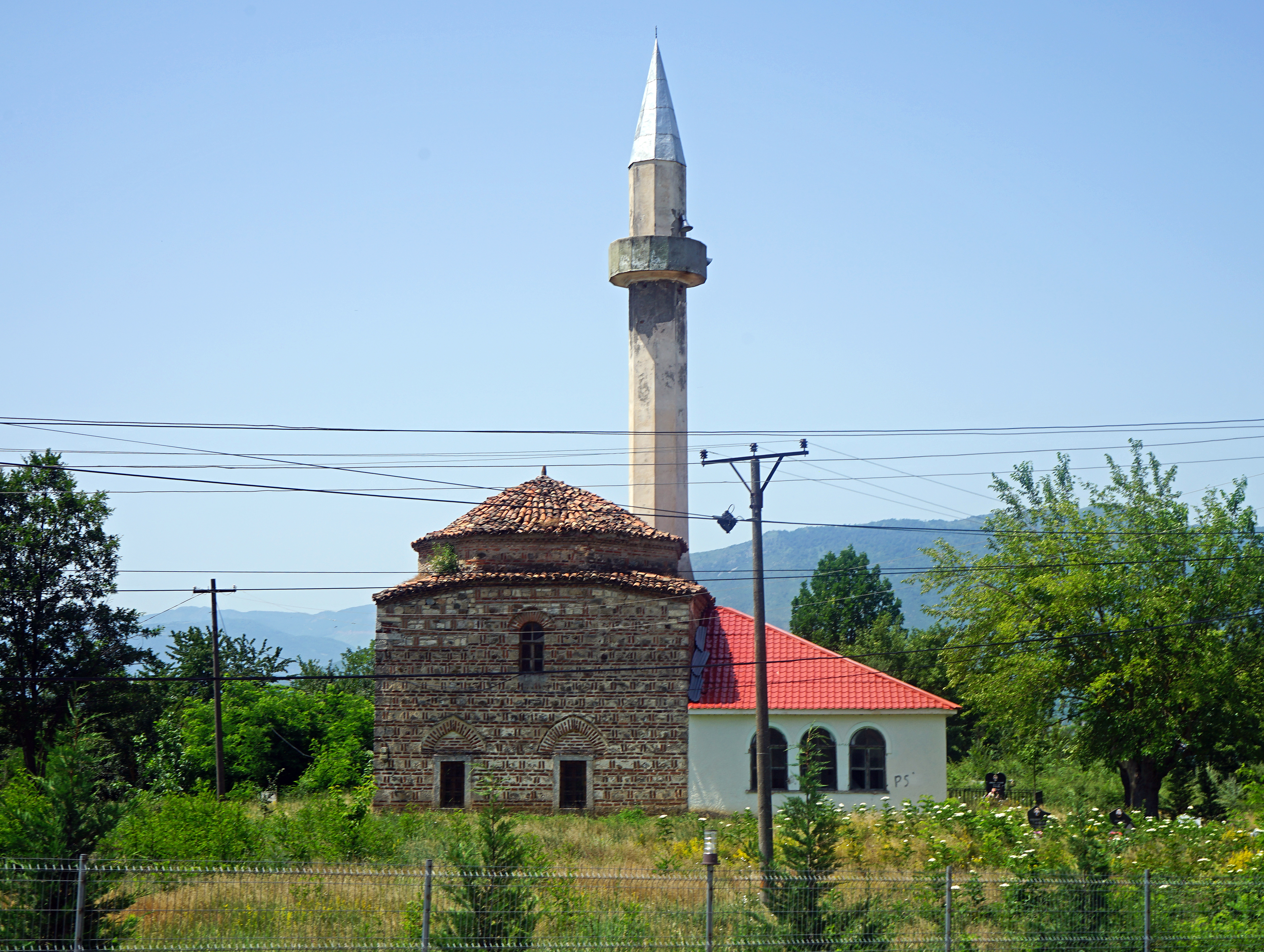
Die historische Moschee mit dem modernen Anbau und dem neuen Minarett

Die Allajbeg-Moschee (albanisch Xhamia e Allajbegisë) ist eine alte Moschee am Rande des Dorfs Burim beim Ort Maqellara in der ostalbanischen Gemeinde Dibra.
Das genaue Baudatum ist unbekannt. Es wird aber davon ausgegangen, dass die Moschee im 16. Jahrhundert vor dem Jahr 1578 erbaut worden ist. Die Moschee ist Zeuge einer fortschreitenden Islamisierung Albaniens, die damals nach den Städten allmählich auch Dörfer auf dem Land umfasste. Der Erbauer Alaj Beg könnte ursprünglich aus der Region stammen. Ursprünglich war es vielleicht nur ein Mescit.

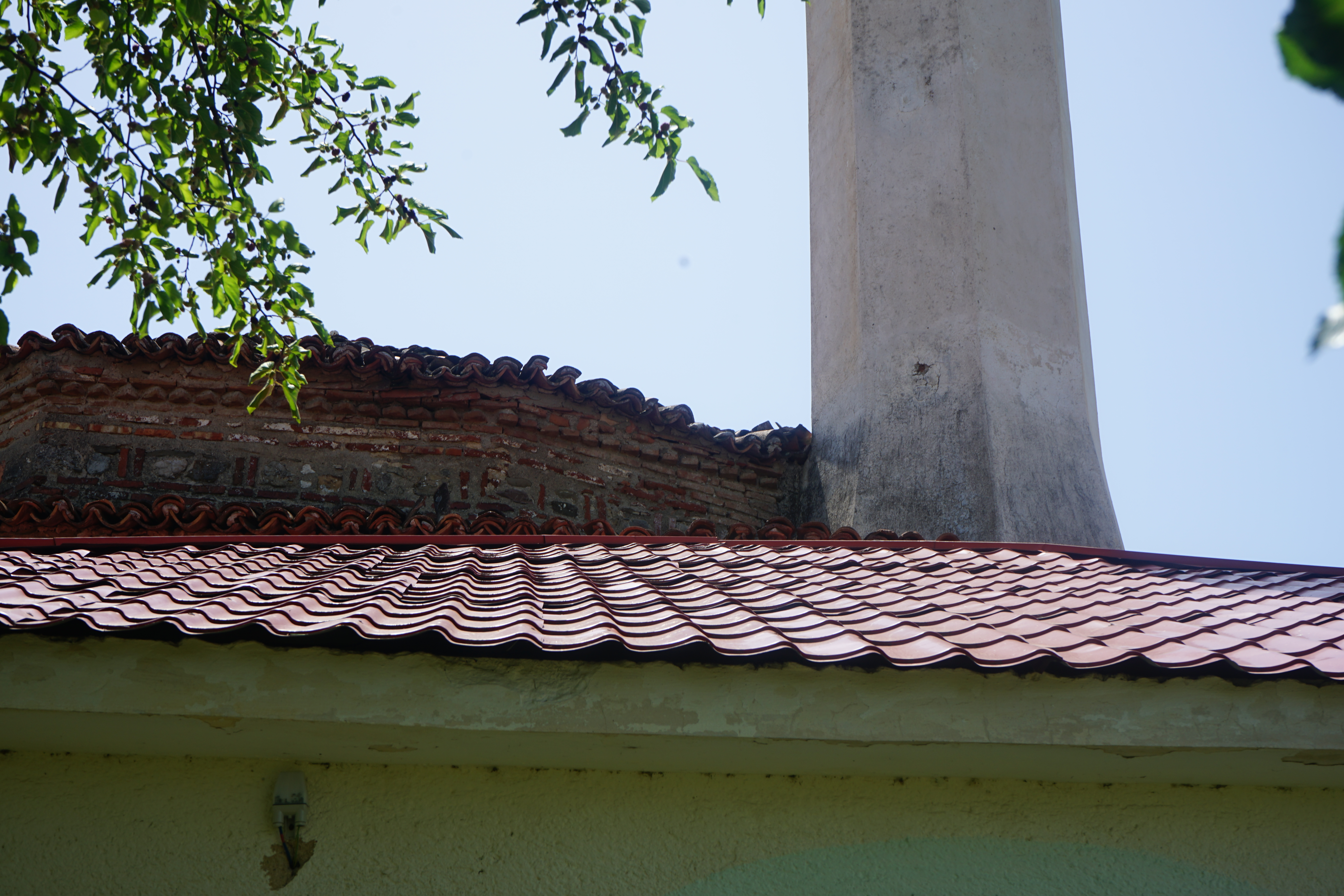
Detail des Kuppelaufbaus (Tambour)

Der kubische Bau repräsentiert den Einkuppelmoschee-Typ – mit einem quadratischen Innenraum, dessen Seiten nur etwas länger als sechs Meter sind, zählt sie aber zu den Kleinsten dieser Art. Die Moschee hat große Ähnlichkeit mit der Naziresha-Moschee in Elbasan. Drei in Schächteltechnik errichteten Mauern haben je drei Fenster; auf der Seite mit der Tür befindet sich nur ein Fenster. Ursprünglich hatte die Moschee ein Minarett und eine Vorhalle. Die Kuppel ruht auf einem achteckigen Tambour.

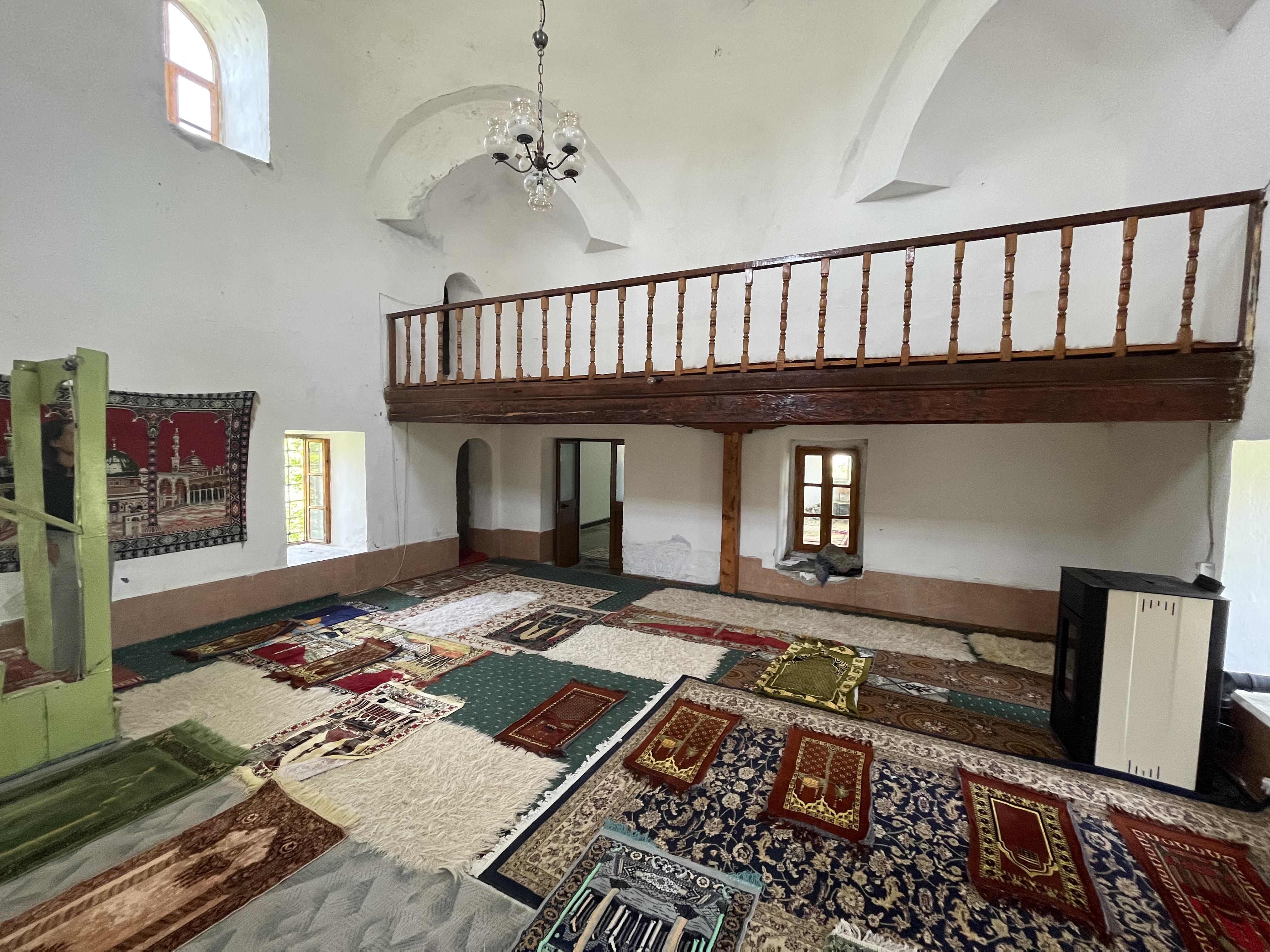
Das Innere mit der Empore über dem nach Nordwesten gerichteten Eingang

Der Vorbau ist etwas breiter als die Moschee. Er enthält je einen Raum zu den Seiten eines Gangs. Das Innere der Moschee ist nüchtern gehalten: weiße Wände und kaum Dekor am Bau.
Die Moschee wird von einem Friedhof umgeben. Das ländliche Dorf Burim liegt abseits der Durchgangswege (zwischen der Rruga e Arbërit und der SH6) beim Maqellara und nur zwei Kilometer von der Grenze zu Nordmazedonien entfernt.
Die Moschee ist seit 1970 ein nationales Kulturdenkmal, zwei Jahre nachdem der Diktator Enver Hoxha Albanien zum atheistischen Staat erklärt und den Islam als Religion verboten hatte. Im Dezember 1967 ist die Moschee bei einem Erdbeben stark beschädigt worden. Anfang der 1970er Jahre wurden Restaurierungsarbeiten durchgeführt, bei denen vielfach der ursprüngliche Zustand wiederhergestellt wurde. In den 1990er Jahren erhielt die Moschee wieder ein Minarett, das in sehr vereinfachter und schlichter Form erstellt sowie weiß verputzt wurde, sowie anstelle der Vorhalle ein moderner, ebenfalls weiß verputzter Anbau. Eine Restaurierung des Gebäudes wurde im August 2018 angekündigt.
Die Moschee wird weiterhin von der Dorfbevölkerung als Gotteshaus genutzt.